# Мишина, Анастасия Викторовна
Анастаси́я Ви́кторовна Ми́шина (род. 24 апреля 2001, Санкт-Петербург) — российская фигуристка, выступающая в парном катании с Александром Галлямовым. Вместе они — бронзовые призёры Олимпийских игр в командном соревновании (2022), бронзовые призёры Олимпийских игр в парном катании (2022), чемпионы мира (2021), чемпионы Европы (2022), бронзовые призёры финала Гран-при (2019), трёхкратные чемпионы России (2022, 2024, 2025), серебряные призёры чемпионата России (2023), чемпионы мира среди юниоров (2019), победители финала юниорского Гран-при (2018), победители первенства России среди юниоров (2019).
Заслуженный мастер спорта России (2021). Кавалер ордена Дружбы (2022).

## Карьера

### Ранние годы
Анастасия Мишина начала заниматься фигурным катанием как одиночница в 2006 году. Её первым тренером была Елена Климова, которая поставила её в пару с Максимом Кудрявцевым. Пара просуществовала с 2012 по 2014 год и распалась.
В начале 2014 года Мишина встала в пару с Владиславом Мирзоевым. Новая пара тренировалась под руководством Людмилы и Николая Великовых и добилась значительных успехов.

### Сезон 2015—2016
Мишина и Мирзоев дебютировали в серии юниорского Гран-при в сентябре 2015 года и заняли пятое место в Колорадо-Спрингс. Это был единственный этап Гран-при пары в сезоне 2015—2016 годов. В январе 2016 года они завоевали золото на чемпионате России среди юниоров, выиграв обе программы. В феврале они выиграли свой второй турнир Bavarian Open в юниорской категории.
В марте Мишина и Мирзоев дебютировали на чемпионате мира среди юниоров 2016 в Венгрии и выиграли серебряную медаль. Они обошли своих соотечественников Екатерину Борисову и Дмитрия Сопота на 3,60 балла.

### Сезон 2016—2017
Мишина и Мирзоев начали сезон участием в серии юниорского Гран-при и, выиграв оба этапа в России и Германии, отобрались в финал с первой позиции. На финале Гран-при, проходившем в декабре во Франции пара одержала победу.
Чемпионат России 2017 стал последним совместным соревнованиям пары. В конце января 2017 года Анастасия заявила, что пара будет выступать до конца сезона, а затем распадётся. Партнёры не сошлись характерами. Анастасия намеревалась искать нового партнёра.

### Сезон 2017—2018
Новым партнёром Мишиной стал Александр Галлямов. Пара образовалась в феврале 2017 года и начала тренироваться под руководством тех же тренеров. На своём первом международном турнире «Золотой конёк Загреба 2017» пара завоевала золотую медаль в категории юниоров.
Мишина и Галлямов заняли седьмое место на чемпионате России 2018 года и выиграли серебряную медаль на первенстве России среди юниоров, благодаря чему отобрались на чемпионат мира среди юниоров. На юниорском чемпионате мира в Болгарии пара заняла третье место, уступив только своим соотечественникам — Костюкович и Ялину и Павлюченко и Ходыкину.

### Сезон 2018—2019
Мишина и Галлямов начали сезон с выступлений на этапах Гран-при среди юниоров 2018. Свой первый этап в Словакии пара уверенно выиграла с отрывом от серебряных призёров Панфиловой и Рылова более, чем на 11 баллов. На своём втором этапе, проходившем в Канаде, Мишина и Галлямов также заняли первое место, обновив личные рекорды в обеих программах и по сумме. По итогам выступления на двух этапах пара отобралась в финал.
Следующим стартом Мишиной и Галлямова стал их первый международный турнир на взрослом уровне Alpen Trophy 2018, где они завоевали золотую медаль с личным рекордом по сумме двух программ — 192,75 балла.
Проходивший в декабре финал Гран-при пара выиграла с небольшим отрывом от серебряных призёров в 1,10 балла. На этом соревновании Мишина и Галлямов также побили мировой рекорд в парном катании среди юниоров в произвольной программе и по сумме.
На чемпионате России 2019 года среди взрослых они заняли пятое место. В январе Мишина и Галлямов выступили на первенстве России среди юниоров, где завоевали золотые медали.
На чемпионате мира среди юниоров пара не смогла чисто откатать свои программы: в короткой программе партнёр допустил ошибки на параллельном вращении, в произвольной партнёрша упала с параллельного прыжка. Эти ошибки не помешали Мишиной и Галлямову занять первое место и стать чемпионами мира среди юниоров.

### Сезон 2019—2020

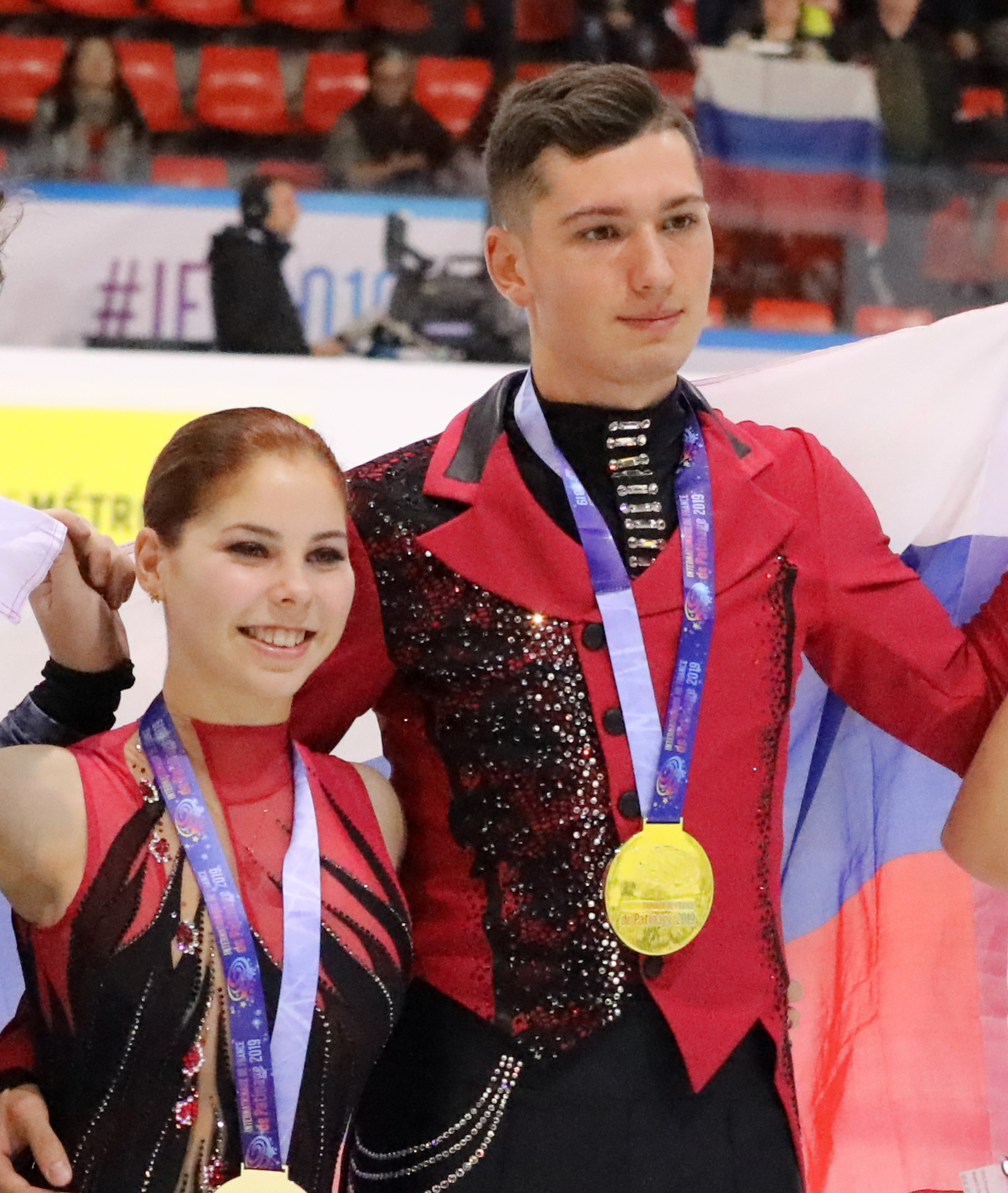
На этапе Гран-при Internationaux de France 2019

В новом сезоне пара перешла на взрослый международный уровень. Первым стартом Мишиной и Галлямова стал турнир серии «Челленджер» Finlandia Trophy 2019, на котором они одержали безоговорочную победу.
Спортсмены дебютировали на этапе Гран-при Франции. Мишина и Галлямов выиграли свой первый этап, опередив более опытных соотечественников Павлюченко и Ходыкина. На своём втором этапе Гран-при — NHK Trophy 2019 в Японии, пара завоевала бронзовую награду и квалифицировалась в финал Гран-при. В финале Гран-при пара заняла третье место. На чемпионате России спортсмены стали только четвёртыми, что не позволило им пройти отбор и принять участие в чемпионате Европы.

### Сезон 2020—2021
За межсезонье Мишина и Галлямов сменили тренерскую команду и перешли в «Спортивный клуб фигурного катания Тамары Москвиной», где их тренерами стали Тамара Москвина и Артур Минчук. Педагог Александр Степин вспоминал, как повлиял на образы фигуристов в произвольной программе: «Наталья Бестемьянова и Игорь Бобрин хотели поставить программу „Эсмеральда“ в стиле, принятом в классическом балете. Но индивидуальность пары не сочеталась с такой интерпретацией. Посмотрев пробный вариант, я предложил сделать из него шарж. Ребята подурачились, и мы, оставив предложенную мастерами композиционную концепцию программы, изобрели новый стиль — классику в стиле шаржа».
В октябре 2020 года партнёр Мишиной Александр Галлямов переболел COVID-19, в результате чего их первым турниром сезона стал этап Кубка России в Казани, где пара заняла первое место, обойдя Евгению Тарасову и Владимира Морозова и действующих чемпионов Европы Александру Бойкову и Дмитрия Козловского. Спустя пару недель на этапе Гран-При Rostelecom Cup 2020, проходившем в Москве, спортсмены чисто откатали короткую программу, но, сделав ошибки в произвольной, получили лишь серебряные медали, уступив Бойковой и Козловскому.
В декабре 2020 года стали четвёртыми на чемпионате России, проводившемся в Челябинске. Допущенные в произвольной программе ошибки не позволили фигуристам подняться на пьедестал.
В марте 2021 года победили на своём дебютном чемпионате мира, проходившем в Стокгольме. После короткой программы занимали третье промежуточное место. В произвольной программе успешно исполнили сложный каскад тройной сальхов — ойлер — тройной сальхов и тройную подкрутку четвёртого уровня сложности. Отличное исполнение элементов позволило спортсменам обойти более опытных соперников и занять первое место.
Сезон завершили выступлением на командном чемпионате мира 2021 в японской Осаке, показав чистые прокаты и в короткой, и в произвольной программах, принеся максимальные баллы команде. Сборная России впервые завоевала золотые медали командного чемпионата мира.

### Сезон 2021—2022
В октябре 2021 года фигуристы победили на международном турнире серии «Челленджер» Finlandia Trophy. После короткой программы спортсмены занимали второе место с результатом 73,76 балла, уступая другой российской паре Евгении Тарасовой и Владимиру Морозову. Анастасия Мишина и Александр Галлямов представили новые костюмы, оставив прошлогоднюю короткую программу «Эсмеральда». Чисто откатали произвольную программу и обновили личный рекорд, получив 153,37 балла.
В ноябре спортсмены участвовали в четвёртом этапе серии Гран-при NHK Trophy в Японии. Практически безошибочно откатали короткую программу, получили за прокат 78,40 балла и занимали промежуточное первое место. В произвольной программе фигуристы продемонстрировали уверенное катание и подтвердили первое место, набрав 148,88 балла. При исполнении программы допустили лишь одну помарку, продемонстрировали самый сложный набор прыжков среди других участников соревнований и выиграли турнир с результатом 227,27 балла.
Через две недели приняли участие в шестом этапе серии Гран-при Rostelecom Cup, проводившемся в Сочи. После короткой программы занимали второе место с результатом 73,64 балла, уступая другой российской пары Дарье Павлюченко и Денису Ходыкину. В произвольной программе, заняли первое место с результатом 153,34 балла. По сумме двух программ набрали 226,98 баллов и стали победителями турнира.
В декабре выступили на чемпионате России. После короткой программы занимали первое место с результатом 83,74 балла. В произвольной программе также заняли первое место с результатом 160,00 баллов. По сумме двух программ набрали 243,74 баллов и выиграли чемпионат.
В январе 2022 года фигуристы выступили на чемпионате Европы, проводившемся в Таллине. Короткую программу выиграли с мировым рекордом 82,36 баллов, улучшив на 0,02 балла рекорд, принадлежавшей другой российской паре Александре Бойковой и Дмитрию Козловскому. Произвольную программу выиграли с мировым рекордом 157,46 баллов, улучшив на 1,86 баллов рекорд, принадлежавшей китайской паре Суй Вэньцзин и Хань Цун. За обе программы получили 239,82 балла и превзошли рекорд, другой российской пары Евгении Тарасовой и Владимиру Морозову и стали чемпионами Европы.
На зимних Олимпийских играх 2022 фигуристы приняли участие в командных соревнованиях. После короткой программы расположились на промежуточном втором место с 82,64 баллов, уступив китайской паре Суй Вэньцзин и Хань Цун 0,19 балла, и принесли команде 9 очков. В произвольной программе заняли первое место с 145,20 баллов, несмотря на падение на поддержке, и принесли команде 10 очков. Сборная России стала победителем командного турнира Олимпийских игр.
В личных соревнованиях после исполнения короткой программы улучшили личный рекорд — получили за прокат 82,76 баллов — и расположились на третьем месте. В произвольной программе расположились также на третьем месте с 154,95 баллов. По сумме двух программ набрали 237,71 баллов за прокат и стали бронзовыми призёрами Олимпийских игр в парном катании.

### Сезон 2022—2023
В ноябре 2022 года пара приняла участие в IV этапе гран-при России. В короткой программе набрали 86,47 балла и заняли промежуточное первое место. В произвольной программе им удалось, набрав 161,25 балла, сохранить лидерство за собой и выиграть этап с суммой 247,72. Баллы, набранные спортсменами в обоих сегментах турнира, а также по сумме двух программ, превысили действующие мировые рекорды, однако не были засчитаны таковыми, поскольку соревнование проводилось не под эгидой Международного союза конькобежцев. Позже Мишина и Галлямов успешно выступили на VI этапе российского Гран-при в Перми, также показав лучший результат в обеих программах и в сумме.
На прошедшем в Красноярске чемпионате России спортсмены без ошибок выполнили короткую программу и шли на промежуточном 1 месте с результатом 85,37. В произвольной из-за ошибки на каскаде, стоявшем первым элементом, они не смогли удержать лидерство и заняли итоговое 2 место.
В марте 2023 года Мишина и Галлямов участвовали в финале гран-при России в Санкт-Петербурге, куда отобрались благодаря занятым за этапах двум первым местам. Короткую программу спортсменам не удалось откатать безошибочно, из-за чего они шли на промежуточном третьем месте. Однако спортсмены успешно справились с произвольной и смогли подняться на итоговое 2 место с результатом 239,01.

## Санкции
В 2022 году за поддержку вторжения России на Украину была добавлена в санкционные списки Украины против ряда российских спортсменов и физических лиц. Санкции предполагают запрет на въезд на Украину, блокировку активов на территории страны, приостановку торговых операций, лишение украинских госнаград.

## Программы

### С Александром Галлямовым
| Сезон     | Короткая программа                                                             | Произвольная программа                                                             | Показательные выступления |
| --------- | ------------------------------------------------------------------------------ | ---------------------------------------------------------------------------------- | --- |
| 2023—2024 | - «Ода к радости» Людвиг ван Бетховен в исполнении Atom Music Audio            | - «Liebesträume» (из фильма «Листомания») Ференц Лист в исполнении Рик Уэйкман     | |
| 2022—2023 | - «Вальс № 2» Дмитрий Шостакович в исполнении Андре Рьё                        | - «Trouble» - «Love Me Tender» - «Hound Dog» Элвис Пресли                          | - «Happy New Year» ABBA |
| 2021—2022 | - «Эсмеральда» Цезарь Пуни хореография: Наталья Бестемьянова и Игорь Бобрин    | - «Метель» - «Время, вперёд!» Георгий Свиридов                                     | - «The Phantom of the Opera» (из мюзикла «Призрак Оперы») Эндрю Ллойд Уэббер - «Love Theme» (из фильма «История любви») Франсис Ле - «Beggin» в исполнении Måneskin - «Oh, Pretty Woman» Рой Орбисон |
| 2020—2021 | - «Эсмеральда» Цезарь Пуни хореография: Наталья Бестемьянова и Игорь Бобрин    | - «Богемская рапсодия» - «We Are the Champions» Queen хореография: Александр Жулин | - «When I Fall in Love» в исполнении Королевского филармонического оркестра - «Unchained Melody» в исполнении Chris Ingham                                                                           |
| 2019—2020 | - «Je suis malade» Лара Фабиан                                                 | - «Мастер и Маргарита» Игорь Корнелюк                                              | - «Feeling Good» Muse |
| 2018—2019 | - «Party Like a Russian» Робби Уильямс                                         | - «Мастер и Маргарита» Игорь Корнелюк                                              | - «Schatz-Walzer» Иоганн Штраус |
| 2017—2018 | - «Party Like a Russian» Робби Уильямс - «В пещере горного короля» Эдвард Григ | - «1492: Conquest of Paradise» Вангелис                                            | - «L-O-V-E» саундтрек с сериалу «Хор» |

## Спортивные достижения

### С Александром Галлямовым
| Соревнования                             | 17/18         | 18/19         | 19/20         | 20/21         | 21/22         | 22/23         | 23/24         | 24/25         |
| Международные                            | Международные | Международные | Международные | Международные | Международные | Международные | Международные | Международные |
| ---------------------------------------- | ------------- | ------------- | ------------- | ------------- | ------------- | ------------- | ------------- | ------------- |
| Зимние Олимпийские игры                  |               |               |               |               | 3             |               |               |               |
| Чемпионаты мира                          |               |               |               | 1             |               |               |               |               |
| Чемпионаты Европы                        |               |               |               |               | 1             |               |               |               |
| Финалы Гран-при                          |               |               | 3             |               | C             |               |               |               |
| Этапы Гран-при. Internationaux de France |               |               | 1             |               |               |               |               |               |
| Этапы Гран-при. NHK Trophy               |               |               | 3             |               | 1             |               |               |               |
| Этапы Гран-при. Rostelecom Cup           |               |               |               | 2             | 1             |               |               |               |
| Челленджеры. Alpen Trophy                |               | 1             |               |               |               |               |               |               |
| Челленджеры. Finlandia Trophy            |               |               | 1             |               | 1             |               |               |               |
| Международные командные                  |               |               |               |               |               |               |               |               |
| Зимние Олимпийские игры                  |               |               |               |               | 3             |               |               |               |
| Командные чемпионаты мира                |               |               |               | 1             |               |               |               |               |
| Национальные                             |               |               |               |               |               |               |               |               |
| Чемпионаты России                        | 7             | 5             | 4             | 4             | 1             | 2             | 1             | 1             |
| Первенство России среди юниоров          | 2             | 1             |               |               |               |               |               |               |
| Финалы Кубка России                      |               |               | 1             | 1             |               | 2             | 1             | 1             |
| Этапы Кубка России. II этап              |               |               |               |               |               |               | 1             |               |
| Этапы Кубка России. III этап             | 1             | 1             |               |               | 1             |               |               |               |
| Этапы Кубка России. IV этап              | 2             |               | 1             | 1             |               | 1             | 1             |               |
| Этапы Кубка России. V этап               |               |               |               | 1             |               |               |               |               |
| Этапы Кубка России. VI этап              |               |               |               |               |               | 1             |               |               |
| Чемпионат России по прыжкам              |               |               |               |               |               |               | 3             |               |
| Национальные командные                   |               |               |               |               |               |               |               |               |
| Кубок Первого канала                     |               |               |               | 2             | 2             | 1             |               |               |
| Чемпионат России по прыжкам              |               |               |               |               |               | 1             | 2             | 1             |
| Международные среди юниоров              |               |               |               |               |               |               |               |               |
| Чемпионаты мира среди юниоров            | 3             | 1             |               |               |               |               |               |               |
| Финалы юниорского Гран-при               |               | 1             |               |               |               |               |               |               |
| Этапы юниорского Гран-при: Канада        |               | 1             |               |               |               |               |               |               |
| Этапы юниорского Гран-при. Словакия      |               | 1             |               |               |               |               |               |               |
| Золотой конёк Загреба                    | 1             |               |               |               |               |               |               |               |

### С Владиславом Мирзоевым
| Соревнования                        | 14/15        | 15/16        | 16/17        |
| Национальные                        | Национальные | Национальные | Национальные |
| ----------------------------------- | ------------ | ------------ | ------------ |
| Чемпионаты России                   |              |              | 7            |
| Первенство России среди юниоров     |              | 1            |              |
| Международные среди юниоров         |              |              |              |
| Чемпионаты мира среди юниоров       |              | 2            |              |
| Финалы юниорского Гран-при          |              |              | 1            |
| Этапы юниорского Гран-при. Россия   |              |              | 1            |
| Этапы юниорского Гран-при. Германия |              |              | 1            |
| Этапы юниорского Гран-при. США      |              | 5            |              |
| Bavarian Open                       | 1            | 1            |              |

## Государственные награды и спортивные звания
- Орден Дружбы (25 февраля 2022 года) — за высокие спортивные достижения, волю к победе, стойкость и целеустремлённость, проявленные на XXIV Олимпийских зимних играх 2022 года в городе Пекине (Китайская Народная Республика)[51].
- Заслуженный мастер спорта России (2021)[52]
- Мастер спорта России международного класса (2019)[53]
- Мастер спорта России (2017)[54]